# 眼柄消融

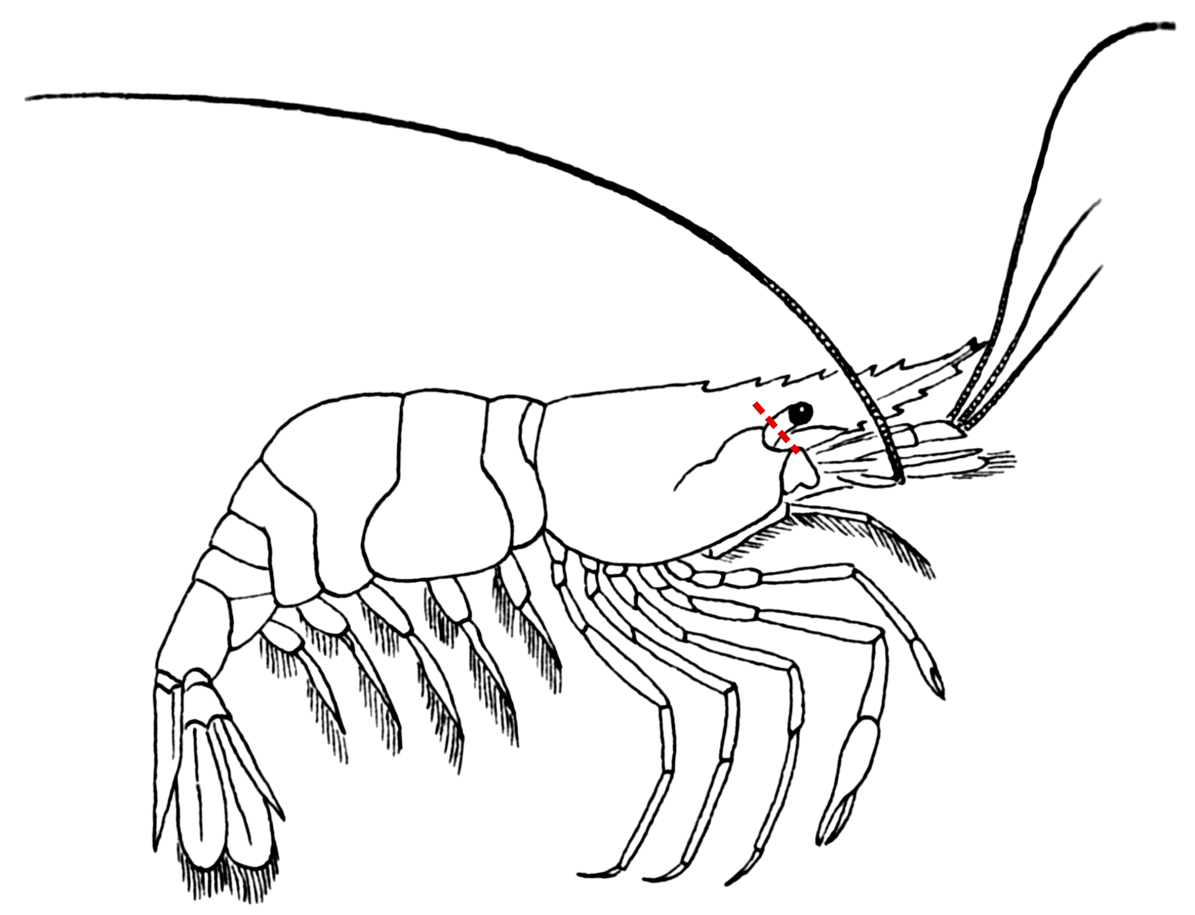
红色虚线表示在虾上进行眼柄切除的位置。

眼柄消融或眼柄切除是指从甲壳动物身上切除一个（单侧）或两个（双侧）眼柄的手术。这一做法在世界上几乎所有海水虾类成熟或繁殖设施中(包括科研和商业机构)都被广泛采用，特别是对雌虾。在这些情况下，切除眼柄的目的是刺激雌虾发育成熟的卵巢并产卵。
大多数对虾的圈养条件会抑制雌虾的卵巢发育，导致它们无法发育成熟的卵巢。即使在某些条件下，某一种类的对虾在圈养环境中也会发育卵巢并产卵，切除眼柄会增加总产卵量，并增加参与繁殖的雌虾的比例。一旦雌虾接受了眼柄切除，通常在3至10天内就会完全发育成熟的卵巢。这一做法在20世纪70年代和80年代对虾养殖业的商业化中是一个重大的进展，因为它确保了可靠的产量。
关于为什么切除眼柄可以减少这种抑制的最常接受的理论是，在眼柄的神经分泌复合体中产生了一种生殖腺抑制激素（GIH）。这种激素在非繁殖季节自然产生，在繁殖季节则不存在或只存在低浓度。大多数对虾在圈养环境中卵巢不发育成熟的原因是由于高水平的GIH，而切除眼柄可以降低血淋巴中GIH的高水平。切除眼柄的作用不仅仅是针对GIH这一种激素，而是影响了几个生理过程。除了GIH的证据外，另一个假设认为切除眼柄也减少了光感知强度，从而诱导了卵巢的成熟。在墨吉明对虾（Fenneropenaeus merguiensis）中，弱光有利于卵巢的成熟和产卵。切除眼柄对卵巢成熟的确切机制尚不确定。
这一做法受到了动物权益活动人士的批评，因为切除通常是在没有麻醉的情况下进行的，而且视力受损会给动物带来更多的压力
。
有报道称，在斑節對蝦（Penaeus monodon）中，眼柄可以在不到六个月的时间内完全再生。

## 影响
对雌对虾进行眼柄切除会产生一些直接和间接的影响，包括
：
- 通过更频繁的产卵次数增加总产卵量，但并非增加单次产卵量。
- 使蜕皮周期时间缩短。
- 将死亡率提高至三倍。
- 恶化雌对虾的生理状况。
- 在某些情况下，导致孵化率降低。
- 导致卵巢颜色发生变化。
- 增加能量需求。
- 最终导致产卵质量下降。
- 产生更容易受到白點病毒症候群等疾病影响的后代[11]。

## 技术
眼柄切除的技术包括：
1. 捏压眼柄，通常在眼柄的一半到三分之二处。这种方法可能会留下开放性伤口。
2. 用剃刀划开一只眼睛，然后用拇指和食指捏碎眼柄，从眼柄的一半到三分之二处开始，向远端移动，直到眼睛的内容物被移除。这种方法有时被称为眼球摘除术，留下透明的外骨骼，使血淋巴凝结和伤口愈合更快。
3. 对眼柄使用电灼术设备或类似热线或镊子的工具进行烧灼。如果操作正确，这种方法可以闭合伤口，促进疤痕组织更快地形成。这种技术的变种是使用剪刀或锋利的刀片切断眼柄，然后对伤口进行烧灼。
4. 用线材将眼柄系紧。这种方法也具有立即关闭伤口的优势。

## 麻醉
在进行眼柄切除前给予利多卡因（哺乳动物中的局部麻醉剂）处理的美洲沼虾（Macrobrachium americanum），表现出比未接受麻醉剂处理的虾少得多的搔抓、甩动和躲藏行为。

## 替代方案
欧洲有机生产已禁止进行眼柄切除。2016年，中美洲主要的优质养殖虾生产商之一Seajoy开始只养殖不进行眼柄切除的虾。
可行的替代方案包括：
- 为孵化前期的种源提供优质、营养丰富的饲料
- 将繁殖箱中的性别比例从1:1改为1:2（雄性:雌性）

未进行眼柄切除的雌虾有较低的死亡率，能生产更健壮的后代，从而减少对化学药品和抗生素的需求。